# Federico Casamayor Toscano
Federico Casamayor Toscano (Vélez-Málaga, c. 1873 - Xile, 1954) va ser un industrial, comerciant i polític republicà andalús.
Va treballar com a industrial i comerciant de panses a la zona de Vélez-Màlaga, activitat en la qual va destacar presidint la Junta de Vinyataires. Es va vincular a Acció Republicana i, més tard, a la seva successora, Izquierda Republicana, formació amb la qual va ser escollit diputat a Corts per la circumscripció de Màlaga a les eleccions generals de 1936 dins de la candidatura del Front Popular. Va treballar a les Corts en diferents comissions, especialment en la d'Agricultura, on va mostrar el convenciment de la necessitat de fomentar el desenvolupament cooperatiu i la protecció dels petits productors enfront de la usura. Amb el cop d'estat del 18 de juliol de 1936 que va donar lloc a l'inici de la Guerra Civil va romandre a Màlaga un temps, encara que després es va desplaçar a zona republicana, possiblement després de l'afusellament a les mans dels revoltats del seu germà José a Vélez Rubio. Va participar en les reunions de Corts a Espanya fins a 1938. Després va marxar a l'exili a Xile on creà l'Hotel Español de los Andes. Va assistir també a les reunions de les Corts en l'exili en Mèxic el 1945.